# Grube Baltus
Das Naturschutzgebiet Grube Baltus liegt in einer großen Weserschleife auf der linken Weserseite westlich des Ortsteils Hävern der Stadt Petershagen. Das Gebiet ist rund 62,7 Hektar groß und wird unter der amtlichen Bezeichnung MI-022 geführt.

## Ziel des Schutzes
Zweck der Unterschutzstellung sind die Erhaltung und die Herstellung von Lebensgemeinschaften und Lebensstätten bestimmter
wildlebender Pflanzen und wildlebender Tierarten, insbesondere als Brut-, Mauser-, Rast- und Überwinterungsgebiet für Wasser- und Watvögel, 
In Verbindung mit dem angrenzenden Naturschutzgebiet Weseraue ist die Grube Baltus als Kernnaturschutzgebiet ein Bestandteil des europäischen EU-Vogelschutzgebiets „Weseraue“.